# Колеж Чотирьох Націй

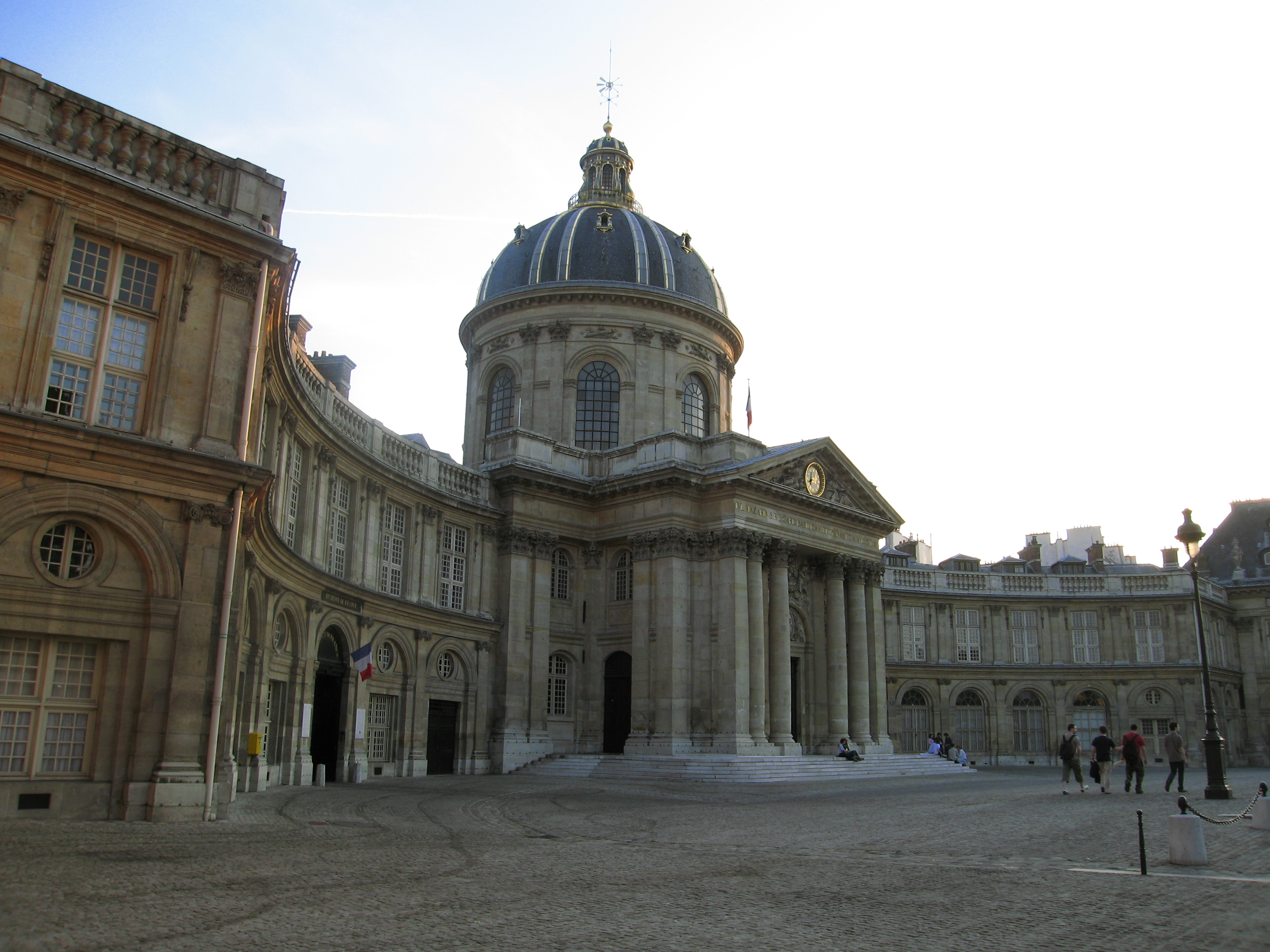
Головний фасад, фото 2006 року.

Колеж Чотирьох Націй або Колеж Мазаріні (фр. Collège des Quatre-Nations) — французький колеж, розташований на набережній Конті. частина історичного Паризького університету. Навчальний заклад для стану дворян у Парижі, створений за ініціативи кардинала Джуліо Мазаріні.

## Історія. Заповіт Мазаріні
Мазаріні починав в Італії як священик і дипломат. Згодом перейшов 1639 року на дипломатичну службу Франції. Його наблизив до себе впливовий кардинал Рішельє і 1641 року за протекції Рішельє вже Мазаріні отримав кардинальський капелюх. Рішельє часто хворів і тому встиг приготувати свого спадкоємця на неофіційній посаді керівника Франції. На зростання кар'єри Мазаріні вплинули також ворожі стосунки між королевою Анною Австрійської та Рішельє, бо королева побажала мати Мазаріні на своєму боці.
Висока посада і наближеність до королівського двору зробили Мазаріні багатієм. Це сприяло меценатській діяльності Мазаріні і бібліофілії. Мазаріні зібрав значну приватну бібліотеку, котра мала середньовічні рукописи, інкунабули, стародруки.
Його хвилювала подальша доля власної бібліотеки (і власних коштів) і свого часу він створив заповіт 6 березня 1661 р., згідно котрого все передав молодому королю Луї XIV з побажанням заснувати новий навчальний заклад для пільгового стану дворян у Парижі. Кардинальська бібліотека передавалась у новий заклад. Мазаріні побажав бути похованим у каплиці нового навчального закладу, як то свого часу зробив Рішельє, тільки в церкві паризького університету Сорбонни.
Наприкінці життя розумний Мазаріні зробив ще дві справи —
- порадив королю не призначати першого міністра надалі (аби уникати розбіжностей у політиці), а керувати державою самостійно
- прилаштув на службу короля власного управителя Кольбера.

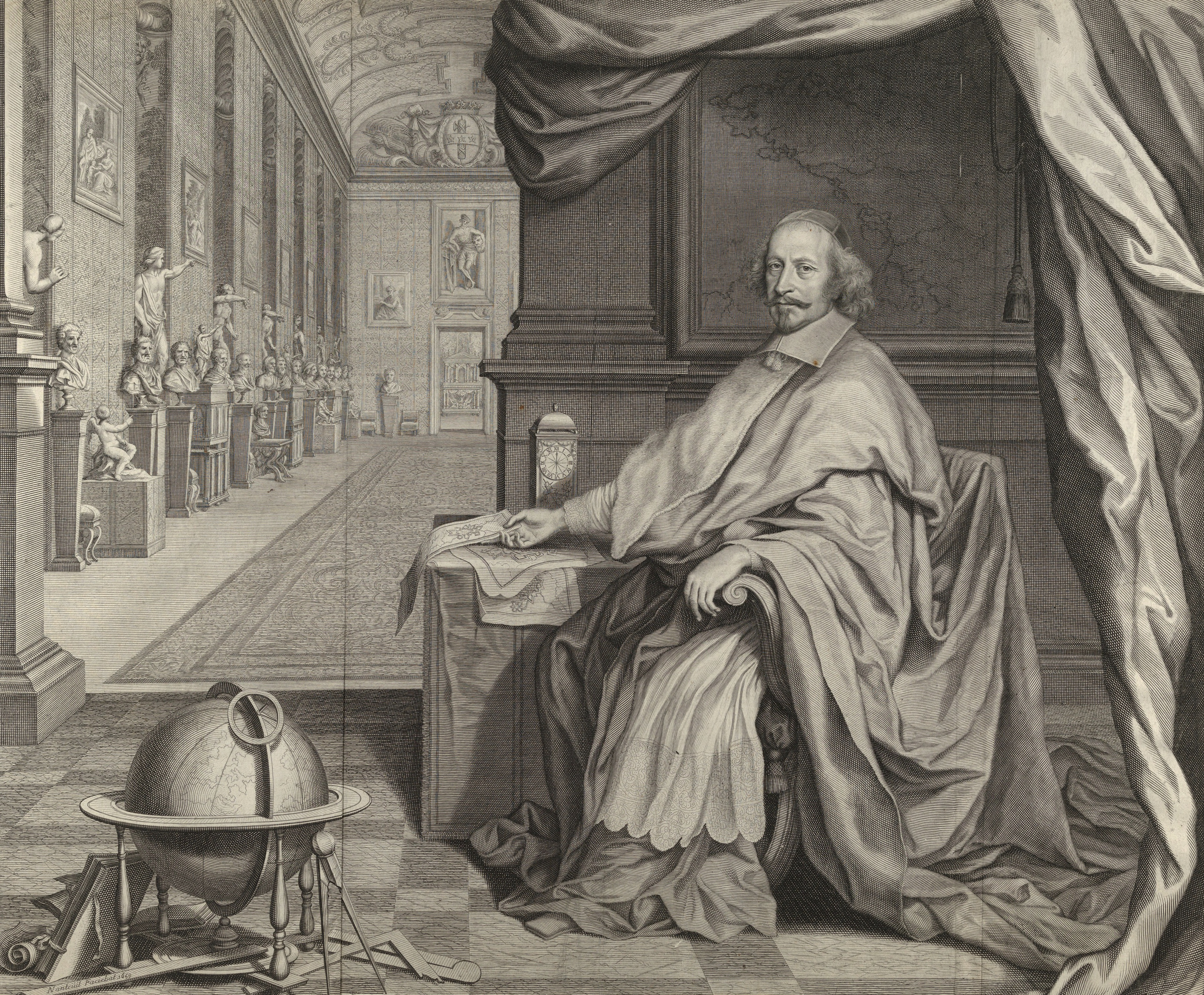
Робер Нантейль. «Кардинал Джуліо Мазаріні», 1659 р.
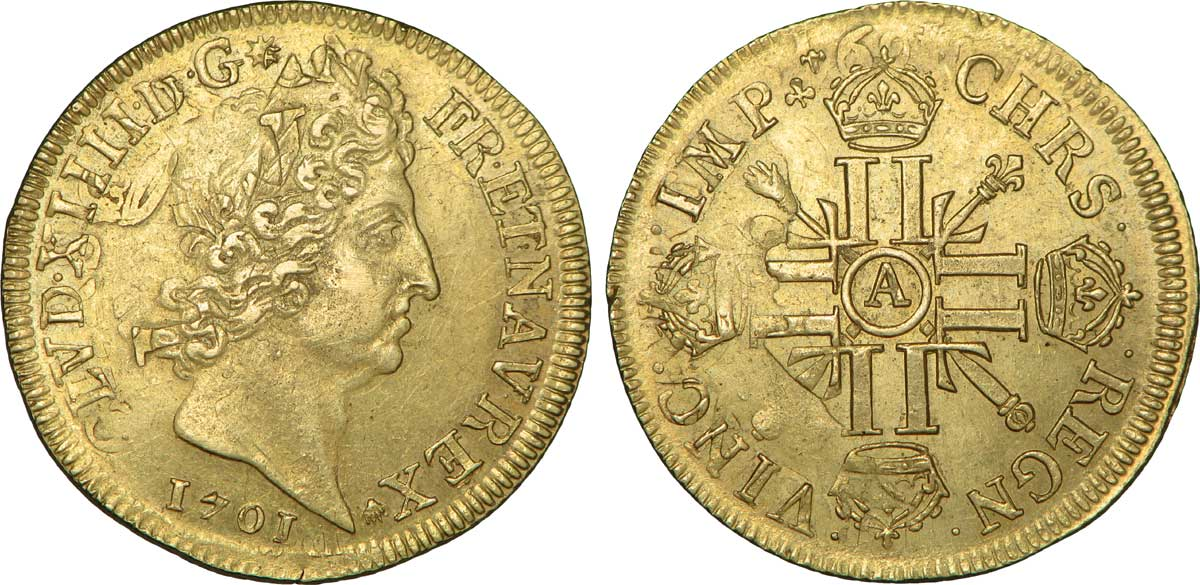
Луї XIV на золотій монеті 1701 року.
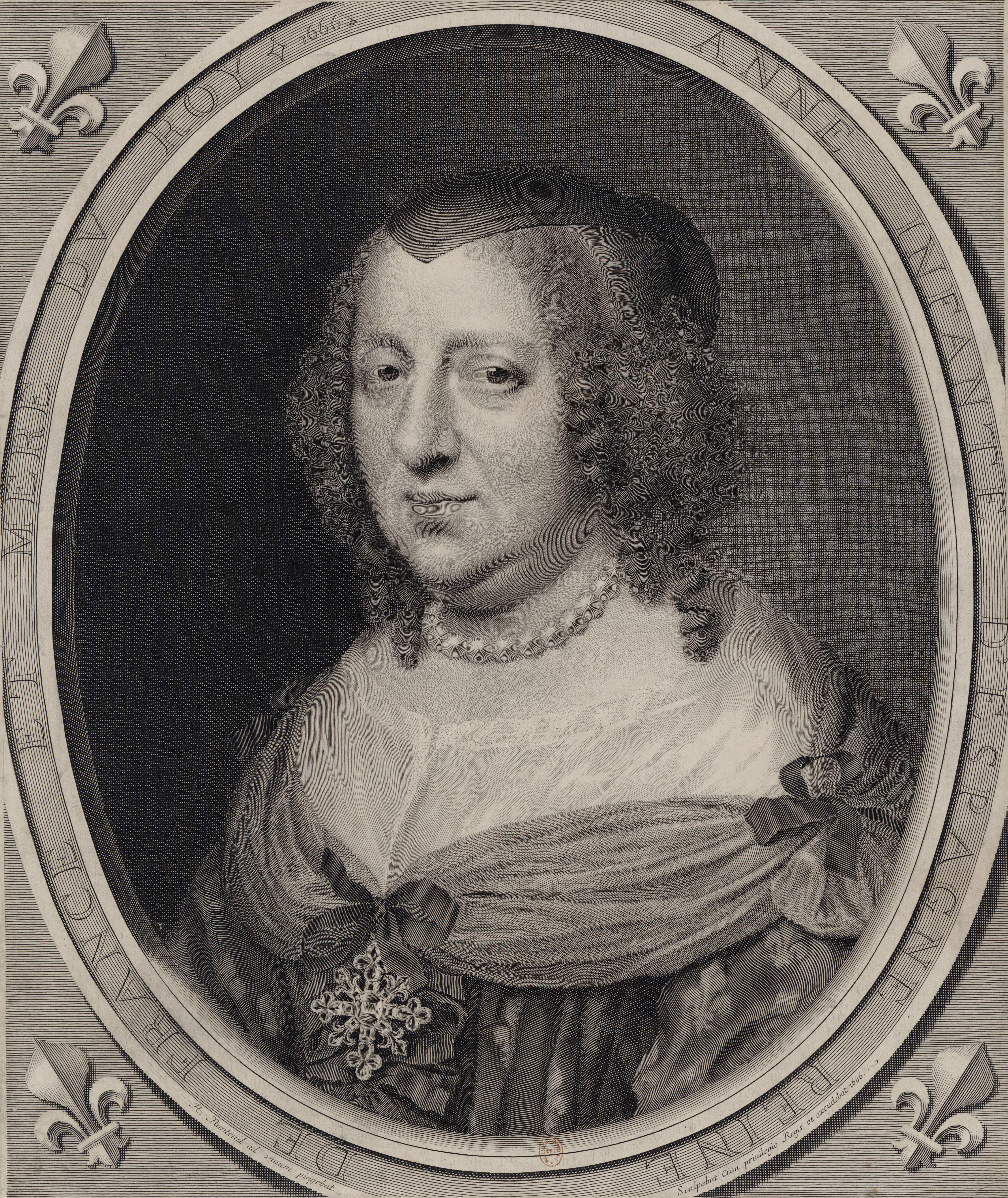
Робер Нантейль. Хвора «Анна Австрійська, королева Франції», 1666 р.
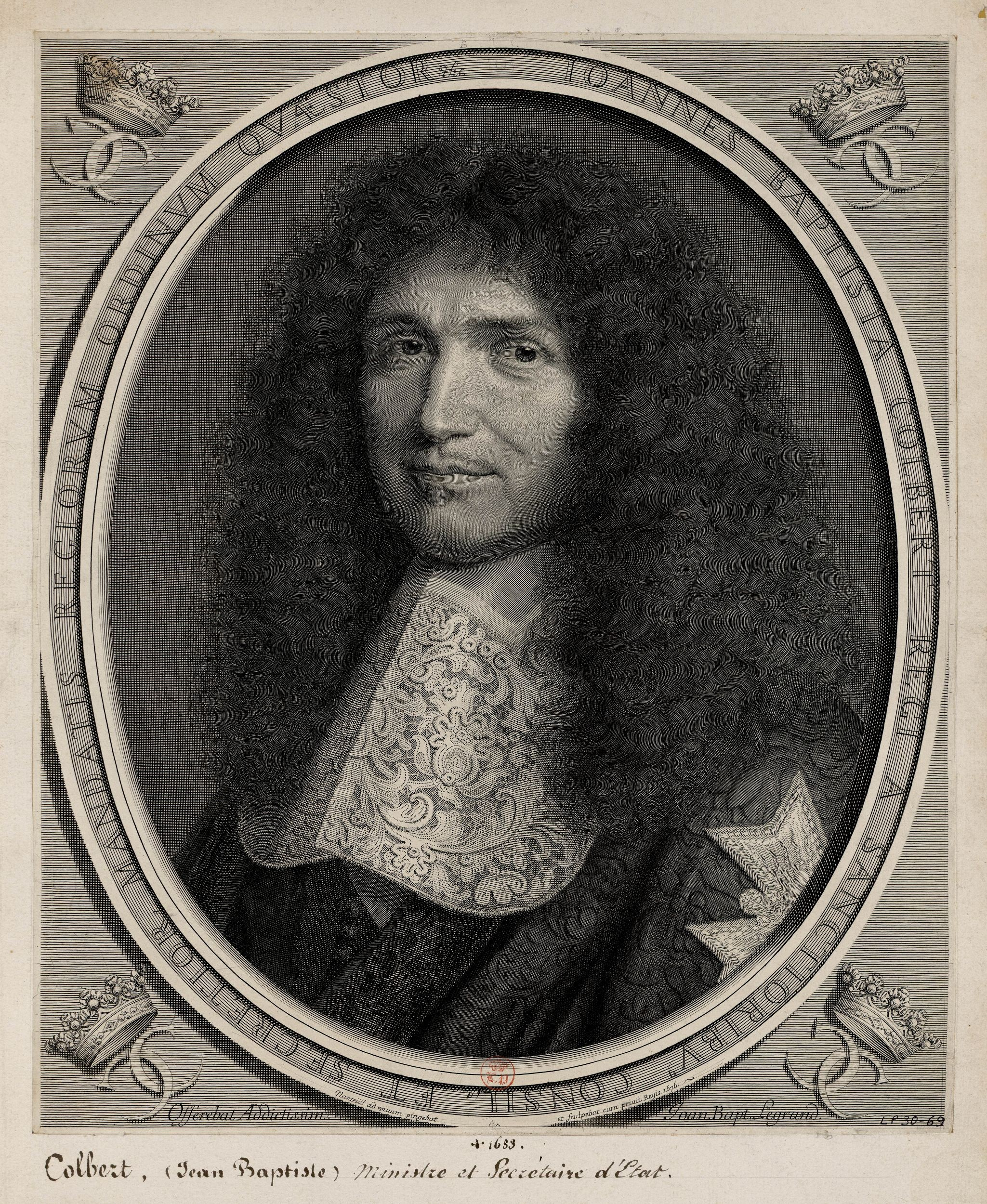
Робер Нантейль. «Жан-Батіст Кольбер», гравюра 1676 р.

## Споруда

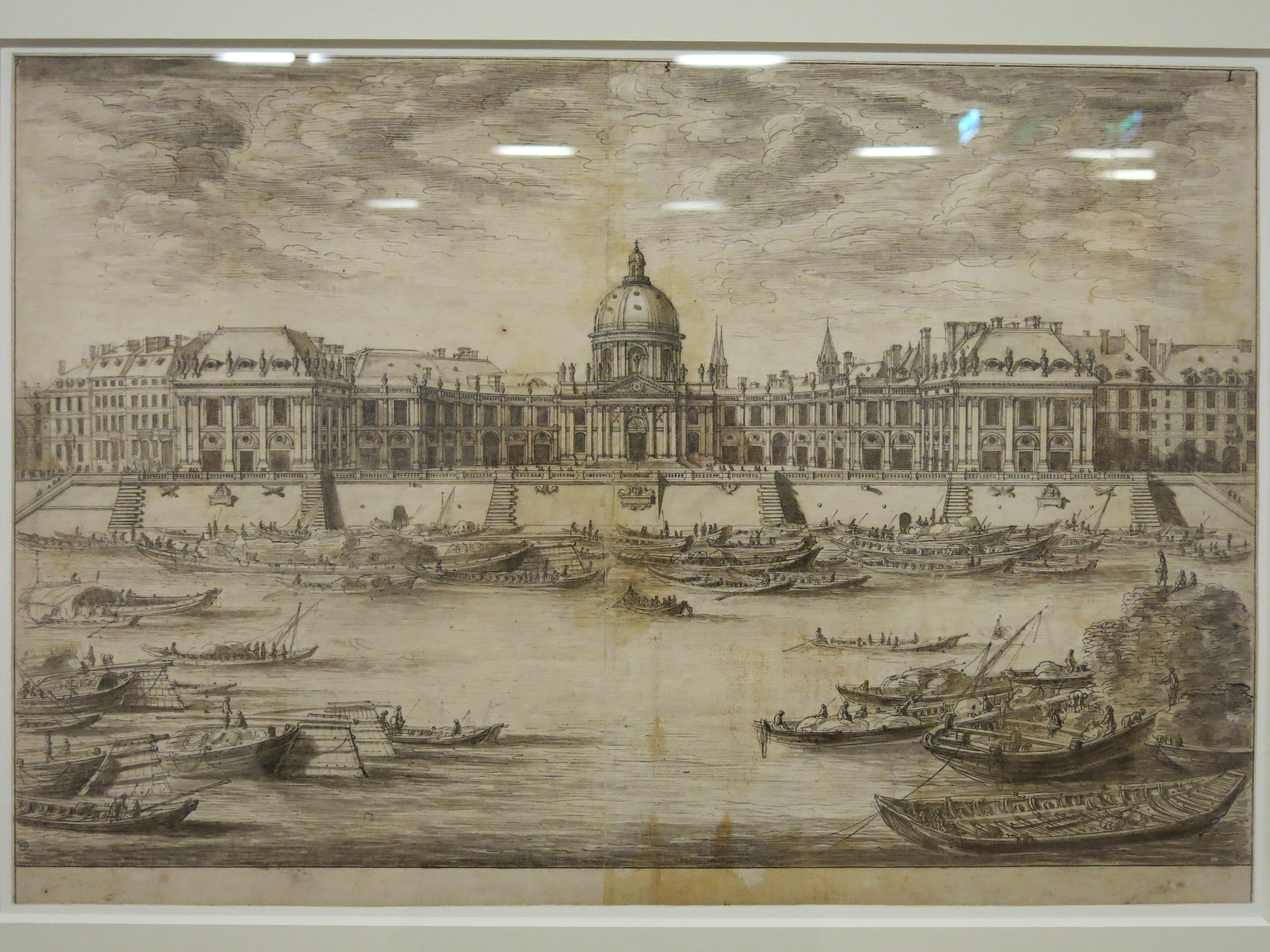
Гравер Ізраель Сільвестр. «Колеж Чотирьох Націй», головний фасад, бл. 1680 р.

Заповіт Мазаріні реалізував Жан-Батіст Кольбер разом ще з чотирма особами. Він і передав замову на проект нового навчального закладу королівському архітекторові, посаду котрого на той час обіймав Луї Лево (1612—1670). Для споруди виділили земельну ділянку навпроти королівського палацу Лувр, тільки на протилежному боці річки Сена, на набережна Конті. Піклувались про те, щоби з вікон королівських апартаментів відкривався пристойний краєвид.
Споруда була тричастинною, піковоподібною за поземним планом і розкритою головним фасадом на набережну і королівський палац. Об'єми споруди візуально поєднував у єдине ціле купол на підбаннику на зразок церков в стилі римського бароко.
Сам проект Луї Лево з тричастинною побудовою набув значення зразка і був неодноразово тиражований архітекторами різних країн найближчі 140 років у різних стилістиках від бароко, рококо, шинуазрі і до класицизму.

## Подальша історія

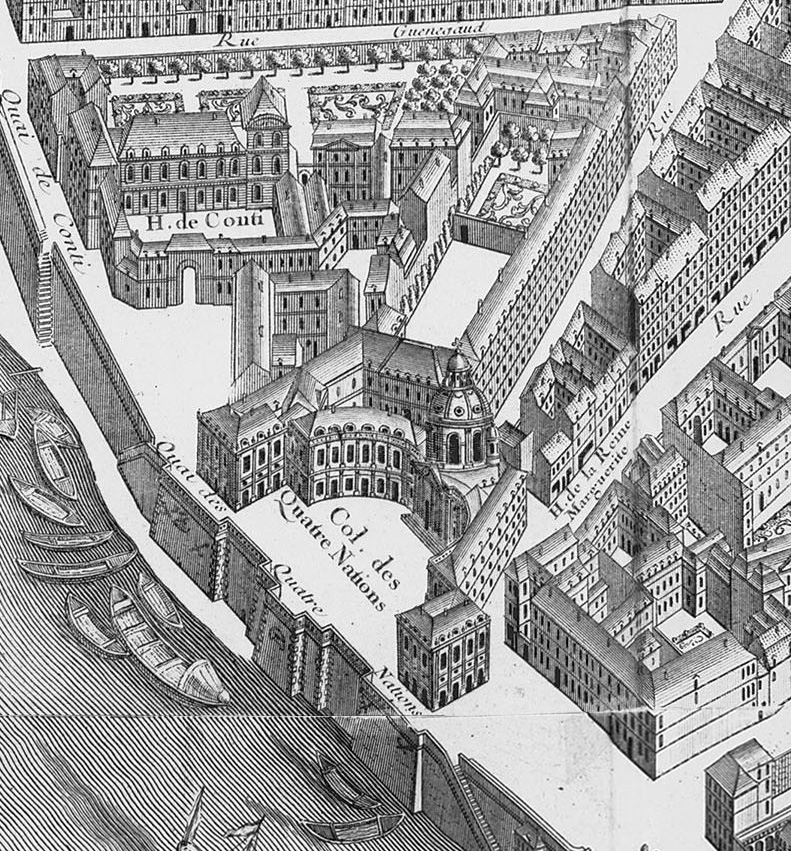
Споруди колежу на аксонометричному плані 1739 року.

Будівництво тривало з 1662 до 1670 року. Коли 1670 року помер Луї Лево, споруду добудовував Франсуа д'Орбе. Потім був етап облаштування. Офіційне відкриття колежу відбулось 1688 року.
Ще 1682 року бібліотека померлого Мазаріні була розташована у східному корпусі будівлі коледжу. Останній отримав назву по чотирьом головним провінціям, вплив на котрі мала тодішня королівська влада. Первісно було прийнято 60 дворянських молодиків —
- Фландрія, Ено, Артуа, Люксембург (двадцять осіб)
- Ельзас і німецькі території тодішньої Франції (п'ятнадцять осіб)
- Русільйон, Конфлан, Керданьє (десять осіб)
- Піньєроль і італійська частина (п'ятнадцять осіб).

Колеж пережив пограбування в роки французької революції 1789–1793 рр., а потім використовувався не за навчальним призначенням.
На новому етапі 1805 року тут розмістили Інститут Франції.
Серед широко відомих випускників колежа були:
- Жан Лерон д'Аламбер (1717—1783), письменник, математик і автор " Енциклопедії, або Тлумачного словника наук, мистецтв і ремесел ", співпрацівник Дені Дідро
- Антуан Лоран Лавуазьє (1743—1794), уславлений французький хімік-науковець
- Жак-Луї Давід (1748—1825), уславлений французький художник і діяч французької революції 1789–1793 рр. та інші.